# Cintas Center
Le Cintas Center est une salle omnisports de l'université Xavier, à Cincinnati, dans l'Ohio.

## Histoire
Ouverte le 18 novembre 2000, elle présente une capacité de 10 250 spectateurs.